# Salomé (peça)
Salome é uma tragédia do escritor irlandês Oscar Wilde. A versão original da obra, publicada em 1891, foi escrita em francês, sendo uma tradução em inglês publicada três anos depois. A peça conta, em um ato, a história bíblica de Salomé, enteada do tetrarca Herodes Antipas, que, para o desgosto de seu padrasto e para o deleite de sua mãe Herodias, solicita a cabeça de Iocanaan (João Batista) numa escudela de prata como um prêmio por ter dançado a dança dos sete véus.